# Campionat capverdià de futbol 2000
La temporada 2000 de la Lliga capverdiana de futbol fou la 21a edició d'aquesta competició de futbol de Cap Verd. Va començar el 13 d'agost i va finalitzar el 10 de setembre. El torneig estava organitzat per la Federació Capverdiana de Futbol (FCF). El club FC Derby va guanyar el seu 2n títol, cosa que li va valer la classificació per a la Champions League de la CAF 2001. Va ser l'única vegada que un club, l'Sporting Clube da Praia, va participar en la Copa de Campions de la CAF 2000, sense haver participat en la lliga nacional.
El GD Amarante era el defensor del títol. Van participar en la competició un total de 7 clubs, els campions de cada lliga insular. No va participar cap club de les illes de Brava i Maio, ja que les respectives competicions insulars havien estat cancel·lades.
Va ser la darrera temporada en què es va combinar una fase de lligueta amb una final. A partir de la temporada 2003 es va passar a un sistema de lligueta, amb semifinals i final.

## Clubs participants
- Académica Operária, guanyador de la Lliga de Boa Vista de futbol
- Vulcânicos FC, guanyador de la Lliga de Fogo de futbol
- GD Palmeira, guanyador de la Lliga de Sal de futbol
- CD Travadores, guanyador de la Lliga de Santiago de futbol
- Solpontense FC, guanyador de la Lliga de Santo Antão de futbol
- SC Atlético, guanyador de la Lliga de São Nicolau de futbol
- FC Derby, guanyador de la Lliga de São Vicente de futbol

### Informació sobre els clubs
| Club               | Seu           |
| ------------------ | ------------- |
| Académica Operária | Sal Rei       |
| FC Derby           | Mindelo       |
| GD Palmeira        | Santa Maria   |
| SC Atlético        | Ribeira Brava |
| Solpontense FC     | Ponta do Sol  |
| CD Travadores      | Praia         |
| Vulcânicos FC      | São Filipe    |

## Classificació

### Grup A
| Pos. | Equip              | PJ | PG | PE | PP | GF | GC | Dif.G | Pts. |
| ---- | ------------------ | -- | -- | -- | -- | -- | -- | ----- | ---- |
| 1    | Académica Operária | 3  | 1  | 2  | 0  | 6  | 3  | +3    | 5    |
| 2    | SC Atlético        | 3  | 1  | 2  | 0  | 5  | 4  | +1    | 5    |
| 3    | Solpontense FC     | 2  | 0  | 1  | 1  | 2  | 3  | -1    | 1    |
| 4    | CD Travadores      | 2  | 0  | 1  | 1  | 1  | 4  | -3    | 1    |

### Grup B
| Pos. | Equip         | PJ | PG | PE | PP | GF | GC | Dif.G | Pts. |
| ---- | ------------- | -- | -- | -- | -- | -- | -- | ----- | ---- |
| 1    | FC Derby      | 2  | 1  | 1  | 0  | 1  | 0  | +1    | 4    |
| 2    | Vulcânicos FC | 2  | 1  | 0  | 1  | 1  | 1  | 0     | 3    |
| 3    | GD Palmeira   | 2  | 0  | 1  | 1  | 0  | 1  | -1    | 1    |

## Resultats
| Solpontense FC | 1 - 1 | Académica Operária | 13 agost |
| CD Travadores  | 1 - 1 | SC Atlético        | 13 agost |
| Vulcânicos FC  | 0 - 1 | FC Derby           | 13 agost |

| SC Atlético        | 2 - 1 | Solpontense FC | 20 agost |
| Académica Operária | 3 - 0 | CD Travadores  | 20 agost |
| GD Palmeira        | 0 - 1 | Vulcânicos FC  | 20 agost |

| CD Travadores | -     | Solpontense FC     | 27 agost |
| SC Atlético   | 2 - 2 | Académica Operária | 27 agost |
| FC Derby      | 0 - 0 | GD Palmeira        | 27 agost |

## Final
| FC Derby   | 1:1 | Académica Operária |
| ---------- | --- | ------------------ |
| Colega 45' |     | Eli 31'            |

 Estádio Municipal Adérito Sena
Mindelo, Illa de São Vicente
| Académica Operária | 0:1 | FC Derby |
| ------------------ | --- | -------- |
|                    |     | Ica 70'  |

 
Sal Rei, Illa de Boa Vista
| Guanyador FC Derby 2n títol |